# Improphantes
Improphantes Saaristo & Tanasevič, 1996 è un genere di ragni appartenente alla famiglia Linyphiidae.

## Distribuzione
Le diciotto specie oggi note di questo genere sono state rinvenute in Europa, Asia, America settentrionale e Africa: la specie dall'areale più vasto è la I. complicatus, reperita in diverse località dell'intera regione olartica.

## Tassonomia
Per la determinazione delle caratteristiche della specie tipo sono tenute in considerazione le analisi sugli esemplari di Lepthyphantes improbulus Simon, 1929.
Dal 2011 non sono stati esaminati esemplari di questo genere.
A dicembre 2012, si compone di 18 specie:
- Improphantes biconicus (Tanasevič, 1992) — Russia
- Improphantes complicatus (Emerton, 1882) — Regione olartica
- Improphantes contus Tanasevič & Piterkina, 2007 — Kazakistan
- Improphantes cypriot Tanasevič, 2011 — Cipro
- Improphantes decolor (Westring, 1861) — Europa, Africa settentrionale
- Improphantes djazairi (Bosmans, 1985) — Algeria
- Improphantes falcatus (Bosmans, 1979) — Kenya
- Improphantes flexilis (Tanasevič, 1986) — Russia
- Improphantes furcabilis (Wunderlich, 1987) — Isole Canarie
- Improphantes geniculatus (Kulczyński, 1898) — Europa, Russia
- Improphantes holmi (Kronestedt, 1975) — Svezia, Russia
- Improphantes improbulus (Simon, 1929)[3] — Regione paleartica
- Improphantes mauensis (Caporiacco, 1949) — Kenya
- Improphantes multidentatus (Wunderlich, 1987) — Isole Canarie
- Improphantes nitidus (Thorell, 1875) — Europa
- Improphantes pamiricus (Tanasevič, 1989) — Tagikistan
- Improphantes potanini (Tanasevič, 1989) — Kirghizistan
- Improphantes turok Tanasevič, 2011 — Turchia

### Sinonimi
- Improphantes albipes (Bösenberg, 1902), trasferita dal genere Lophomma Menge, 1868, e posta in sinonimia con I. nitidus (Thorell, 1875) a seguito di un lavoro di Wunderlich (1973b)[1].
- Improphantes audax (Sørensen, 1898), trasferita dal genere Lepthyphantes Menge, 1866, e posta in sinonimia con I. complicatus (Emerton, 1882) a seguito di un lavoro di Chamberlin & Ivie (1947b).
- Improphantes beticus (Denis, 1957), trasferita dal genere Lepthyphantes Menge, 1866, e posta in sinonimia con I. improbulus (Simon, 1929) a seguito di un lavoro di Saaristo & Tanasevitch (1996b).
- Improphantes heathi (Chamberlin, 1921), trasferita dal genere Microneta Menge, 1869, e posta in sinonimia con Improphantes complicatus (Emerton, 1882) a seguito di un lavoro di Chamberlin & Ivie (1947b).
- Improphantes hyperboreus (Strand, 1911), trasferita dal genere Lepthyphantes Menge, 1866, e posta in sinonimia con Improphantes complicatus (Emerton, 1882) a seguito di un lavoro di Holm (1958b).
- Improphantes kochi (Kulczyński, 1898), trasferita dal genere Lepthyphantes Menge, 1866, e posta in sinonimia con Improphantes nitidus (Thorell, 1875) a seguito di un lavoro di Moritz del 1973.
- Improphantes montanouralensis (Esyunin & Efimik, 1991), specie posta in sinonimia con Improphantes improbulusSimon, 1929, a seguito di un lavoro di Esyunin & Efimik del 1999.
- Improphantes parallelogrammus (Simon, 1884), trasferita dal genere Lepthyphantes Menge, 1866, e posta in sinonimia con I. decolor (Westring, 1861) a seguito di un lavoro di Moritz del 1968.
- Improphantes spelaeomoravicus (Kratochvíl & Miller, 1940), trasferita dal genere Lepthyphantes Menge, 1866, e posto in sinonimia con Improphantes improbulus (Simon, 1929) a seguito di un lavoro di Miller & Svaton del 1978.
- Improphantes umbraticola (Keyserling, 1886), trasferita dal genere Lepthyphantes Menge, 1866, e posto in sinonimia con Improphantes complicatus (Emerton, 1882) a seguito di un lavoro di Holm (1958b).
- Improphantes wiehlei (von Broen, 1965), trasferita dal genere Lepthyphantes Menge, 1866, e posto in sinonimia con I. geniculatus Kulczyński, 1898, a seguito di un lavoro di von Broen del 1966.
- Improphantes zebrinus (Menge, 1866), trasferita dal genere Lepthyphantes Menge, 1866, e posto in sinonimia con Improphantes decolor (Westring, 1861) a seguito di un lavoro di Kronestedt (1975b).